# Pedro Rocha
Pedro Virgílio Rocha Franchetti (ur. 3 grudnia 1942 w Salto, zm. 2 grudnia 2013 w São Paulo) – urugwajski piłkarz, napastnik lub pomocnik.
W latach 60. był piłkarzem CA Peñarol. W pierwszym składzie debiutował jako nastolatek na początku dekady. Siedmiokrotnie był mistrzem Urugwaju, w 1966 zwyciężał w Copa Libertadores i Pucharze Interkontynentalnym. W 1971 został piłkarzem brazylijskiego São Paulo FC, gdzie grał do 1977. W Brazylii występował także w Coritiba FBC i SE Palmeiras.
W reprezentacji Urugwaju w latach 1961–1974 rozegrał 52 spotkania i zdobył 17 bramek. Czterokrotnie brał udział w finałach mistrzostw świata (MŚ 62, MŚ 66, MŚ 70, MŚ 74) i łącznie zagrał w 10 meczach (1 trafienie). Znajdował się wśród zwycięzców Copa América 1967.